# 章武
章武（221年四月—223年四月）是三国时期蜀汉的君主汉昭烈帝刘备的年号，共计3年。这也是蜀汉政权的第一个年号。
建安二十六年四月刘备在成都称帝，改元章武，建立蜀汉政权，宣称继承汉朝正统。章武三年四月，刘备病死白帝城。五月後主刘禅即位，改元建兴元年。
年號意思
章：《說文》：「樂竟為一章。从音十。十，數之終也。」有條理、規則之意。
武：定功戢兵，止戈為武。

## 改元
- 建安二十六年——四月初六日，改元為章武元年。[2][3]
- 章武三年——五月，改元為建興元年。[4][5]

## 大事紀
- 章武元年——七月，彝陵之戰爆發。
- 章武三年——四月二十四日，昭烈帝劉備駕崩。五月，後主劉禪即位。[3][5]

## 紀年農曆對照表
表格中各月的干支即為各月的第1日，「大」表示該月有30日，「小」表示該月有29日，「閏月」表格中的中文數字表示該年為閏某月（比如「六癸亥」裡有中文數字「六」，即表示該行所在年份有閏六月），各月初一底下的數字表示對應的西曆日期。
| 西元  | 干支 | 紀年     | 正月   | 二月   | 三月   | 四月   | 五月   | 六月   | 七月   | 八月   | 九月   | 十月   | 十一月 | 十二月   | 閏月     |
| ----- | ---- | -------- | ------ | ------ | ------ | ------ | ------ | ------ | ------ | ------ | ------ | ------ | ------ | -------- | -------- |
| 221年 | 辛丑 | 章武元年 |        |        |        | 辛丑小 | 庚午大 | 庚子小 | 己巳大 | 己亥小 | 戊辰大 | 戊戌小 | 丁卯大 | 丁酉小   |          |
| 221年 | 辛丑 | 章武元年 |        |        |        | 5/10   | 6/8    | 7/8    | 8/6    | 9/5    | 10/4   | 11/3   | 12/2   | 222/1/1  |          |
| 222年 | 壬寅 | 章武二年 | 丙寅大 | 丙申小 | 乙丑大 | 乙未小 | 甲子大 | 甲午小 | 癸巳大 | 癸亥小 | 壬辰大 | 壬戌大 | 辛卯小 | 辛酉大   | 六癸亥大 |
| 222年 | 壬寅 | 章武二年 | 1/30   | 3/1    | 3/30   | 4/29   | 5/28   | 6/27   | 8/25   | 9/24   | 10/23  | 11/22  | 12/21  | 223/1/20 | 7/26     |
| 223年 | 癸卯 | 章武三年 | 庚寅大 | 庚申小 | 己丑大 | 己未小 |        |        |        |        |        |        |        |          |          |
| 223年 | 癸卯 | 章武三年 | 2/18   | 3/20   | 4/18   | 5/18   |        |        |        |        |        |        |        |          |          |

| 章武 | 元年         | 二年              | 三年 |
| ---- | ------------ | ----------------- | ---- |
| 曹魏 | 黄初二年     | 三年              | 四年 |
| 孫吳 | 建安二十六年 | 二十七年 黄武元年 | 二年 |

## 逝世

#### 章武三年
- 漢昭烈帝劉備

## 参見
- 中國年號索引